# Non scholae sed vitae

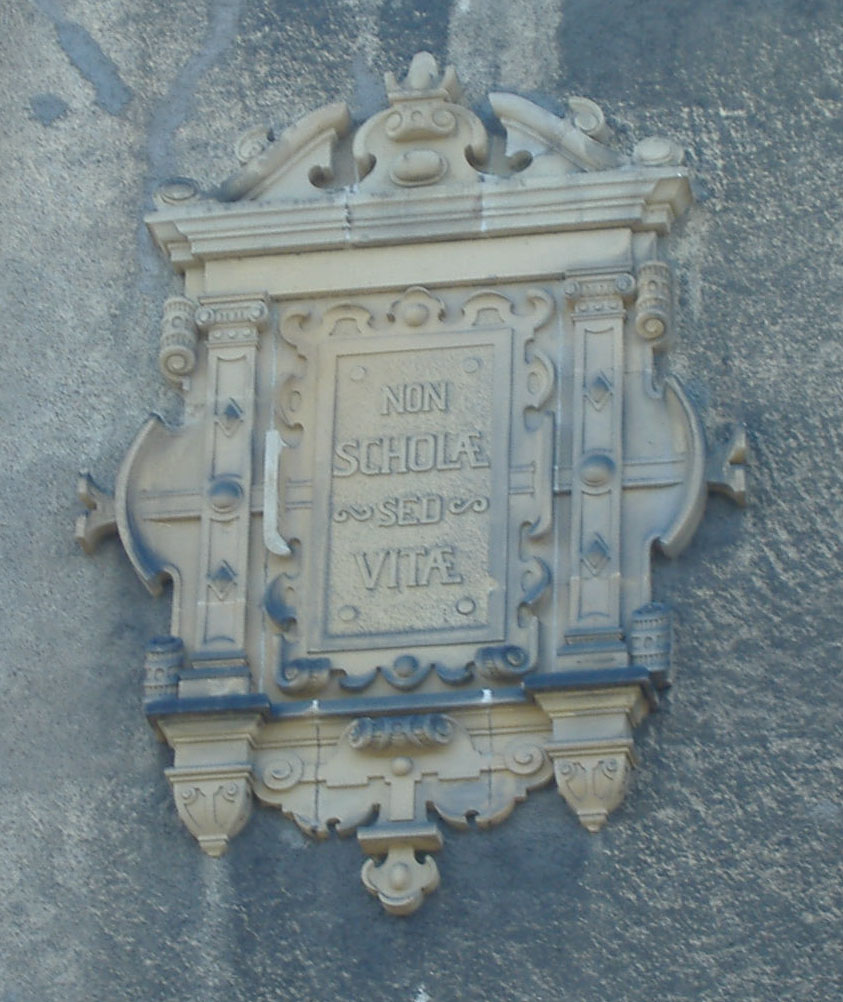
Inscripción en el Hermann-Böse-Gymnasium

Non scholæ sed vitæ es una locución latina. Su forma más larga es non scholæ sed vitæ discimus, que significa «No aprendemos para la escuela, sino para la vida». Las palabras scholae y vitae son dativos de propósito femeninos de la primera declinación.
El lema es una inversión del original, que apareció en las Epístolas Morales a Lucilio, de Séneca el Joven, alrededor del año 65 d. C. Aparece en un pasaje paralípsico en el que Séneca imagina las objeciones de Lucilio a sus argumentos. Non vitae sed scholae discimus («Aprendemos [tal literatura] no para la vida sino para la clase») ya era una queja, lo que implicaba que Lucilio argumentaría a favor de una educación más práctica y que el dominio de la literatura estaba sobrevalorado. A principios del siglo XIX, en Hungría y Alemania esta frase fue modificada como non scholae, sed vitae discendum est («debemos aprender no para la escuela sino para la vida»).